# 孟伟
孟伟（1956年9月22日—），山东安丘人，生于山东青岛，曾为中国工程院环境与轻纺工程学部院士。

## 生平
1976年11月孟伟参加工作，1997年7月加入中国共产党。中国海洋大学环境科学专业博士。1982年1月到1986年6月，任中国环境科学研究院干部。1986年6月到1997年7月，任中国环境科学研究院科研处助理工程师、副处长、处长。1997年7月到1999年1月，任中国环境科学研究院科技处处长。1999年1月到2001年12月，任中国环境科学研究院副院长。2001年8月，《国家环保总局招聘中国环境科学研究院院长、国家环保总局华南环境科学研究所所长公告》发布，国家环保总局面向全国和海外公开招聘中国环境科学研究院院长。最终由孟伟任院长。2001年12月到2006年6月，孟伟任中国环境科学研究院院长。2006年6月到2016年10月，任中国环境科学研究院院长、党委副书记。
2009年12月当选中国工程院院士。是第十一届、第十二届全国人大代表，2013年3月当选第十二届全国人大环境与资源保护委员会副主任委员。
孟伟曾任中国环境科学研究院院长、研究员、博士生导师，中国环境科学学会副理事长、常务理事，环境标准与基准专业委员会主任委员；中国毒理学会名誉理事长、常务理事，环境毒理与生态毒理专业委员会主任委员；全国高等学校环境工程教学指导委员会副主任；第二届国家气候变化专家委员会委员，享受国务院政府特殊津贴专家。
孟伟主要从事流域水污染控制原理和技术、河口与海岸带生态环境保护科学研究。主持完成了“973”、“863”、科技攻关等重大科技计划项目和课题，主持完成了“松花江重大污染事件的生态环境影响评估与对策”。主持制定了国家科技重大专项“水体污染控制与治理”总体实施方案，并被聘为该专项技术总师。获国家科技进步二等奖2项，省部级奖7项，出版著作6部，发表文章百余篇。

### 遭到处分与落马
2015年2月，中央巡视组巡视环保部后，指出环科院“重复立项、虚假立项套取资金”、“示范工程贴牌套取资金”。环保部党组、中纪委驻环保部纪检组随后展开调查，查出 “重复立项、虚假立项套取资金”问题，涉及内容抄袭、多头交账，滥用经费、疏于监管等。时任环科院院长孟伟因此被行政警告。
2017年11月10日，中央纪委监察部网站发布消息，据中央纪委驻环境保护部纪检组消息：第十二届全国人大环境与资源保护委员会副主任委员、中国环境科学研究院原院长孟伟涉嫌严重违纪，目前正接受组织审查。这是中共十八大以来继周国泰之后第二位被审查的中国工程院院士。2017年11月14日，中国工程院第六届主席团根据《中国工程院章程》和补充修订的《中国工程院院士违背科学道德行为处理办法》等相关规定，决定停止孟伟中国工程院院士资格。
2018年2月24日，全国人民代表大会常务委员会发布公告，河南省人大常委会决定接受孟伟辞去第十二届全国人民代表大会代表职务，其代表资格及第十二届全国人民代表大会环境与资源保护委员会副主任委员职务同时终止。
2018年4月4日，据中央纪委驻生态环境部纪检组消息，经中央纪委批准，中央纪委驻生态环境部纪检组对孟伟严重违纪问题进行了立案审查。依据《中国共产党纪律处分条例》、《事业单位工作人员处分暂行条例》等有关规定，决定给予孟伟开除党籍、开除公职处分；收缴其违纪所得；将其涉嫌犯罪问题、线索及涉案款物移送有关国家机关依法处理。根据官方通报，孟伟“违反政治纪律和政治规矩，要求下属报告巡视谈话内容；违反中央八项规定精神，违规出入私人会所；违反组织纪律，利用职权为他人职务晋升提供帮助并收受财物；违反廉洁纪律，收受礼金；违反群众纪律，对群众反映强烈的有关问题长期不解决，造成不良影响。利用职权和职务上的影响为他人谋取利益并收受财物，涉嫌受贿犯罪；滥用职权，违规转让股权造成国有资产巨额损失，涉嫌滥用职权犯罪”。中国工程院同日撤销其院士称号。
2020年7月，徐州市中院一审以受贿罪判处孟伟有期徒刑14年，并处罚金200万元。

## 著作
- 孟伟、赫英臣，固体废物安全填埋场环境影响评价技术，海洋出版社，2002年
- 孟伟等，海岸带污水排放工程环境设计导则，海洋出版社，2004年
- 孟伟、赫英臣、L.Krapp等编著，废物资源化与安全处置技术概论，中国环境科学出版社，2005年
- 范俊君、孟伟、赫英臣，固体废物环境管理技术应用与实践，中国环境科学出版社，2005年
- 翟世奎、孟伟、于志刚等，三峡工程一期蓄水后的长江口海域环境，科学出版社，2008年
- 孟伟主编，流域水污染物总量控制技术与示范，中国环境科学出版社，2008年
- 孟伟主编，中国环境科学研究院建院30周年论文集（1978-2008），中国环境科学出版社，2008年
- 吴丰昌、孟伟等，水质基准的理论与方法学导论，科学出版社，2010年
- 孟伟编，中国海洋工程与科技发展战略研究：海洋环境与生态卷，海洋出版社，2014年
- 吴丰昌、孟伟等，中国环境基准体系中长期路线图，科学出版社，2014年
- 舒俭民、杨荣金、孟伟，突发环境事件污染损害评估：11.21空难与南海湿地，中国环境出版社，2015年